# 卡迪纳尔斯特里奇大学
卡迪纳尔斯特里奇大学（Cardinal Stritch University）或譯红衣主教斯特里奇大学 、樞機主教斯特里奇大学，是位於美國威斯康星州密爾沃基的一所私立大學，成立於1937年。該大學在州內其他一些城市也辦有教學點，是美國國內最大的方濟會大學，該校已經倒閉。

## 學校排名
- 2015年《美國新聞與世界報道》未將其列入排名。[3]
- 根據富比士的排名，該大學為522名[4]。

## 校友
- 羅斯瑪麗·欣克富什